# السياسة (جريدة مصرية)
جريدة السياسة كانت جريدة مصرية وكانت الوسيلة الإعلامية الرسمية لحزب الدستوري الليبرالي المنحل الآن. كانت الصحيفة متداولة من عام 1922 إلى عام 1951.

## التاريخ والملف الشخصي
أُطلقت جريدة السياسة في عام 1922 بعد وقت قصير من تأسيس الحزب الدستوري الليبرالي. نُشر العدد الأول في تشرين الأول من ذلك العام. المؤسسون محمد حسين هيكل ومحمود عبد الرزاق. كما قام الأول بتحرير الجريدة. ومن بين المساهمين الرئيسين هم طه حسين، سلامة موسى، علي محمود طه، إبراهيم ناجي، إبراهيم المازني، مصطفى عبد الرازق.
بعد انطلاق الجريدة، بدأت بدعم الحرية الدينية والفكر العلماني. خلال عشرينيات القرن العشرين، كانت الجريدة مؤثرة بشكل خاص وكانت الداعم الأساسي للإصلاحات التي تقدمها في تركيا بعد إنشاء النظام الجمهوري الجديد. وفي الوقت نفسه، دعت إلى القومية المصرية من خلال مقالات محمد حسين هيكل، التي دعمت العلاقات الاقتصادية والثقافية الوثيقة بين مصر ودول المشرق العربي.
جريدة السياسة كانت إحدى الصحف الأربع التي تقرأها النساء المصريات، ويرجع ذلك جزئيًا إلى حقيقة أنها تضمنت صفحة أسبوعية خاصة بالمرأة بعنوان صحيفة السيدة. بدأت الصفحة في 17 تشرين الثاني 1922. وكانت الصحف الأخرى التي تصدر في القاهرة والتي تضمنت صفحات مماثلة هي Le Réveil ، La Patrie و L'Information.
ومع ذلك فإن الموقف السياسي لجريدة السياسية قد تغير بشكل واضح، فأصبحت ناقدًا شرسًا للنفوذ الأجنبي في مصر. بالإضافة إلى ذلك، بدأت الصحيفة في مناشدة معتقدات المسلمين في ثلاثينيات القرن العشرين، وزعمت أن المبشرين في البلاد كانوا مجرمين. كما هاجمت الأقباط في البلاد.
المنافس الرئيس لجريدة السياسية كانت جريدة البلاغ، واستمر التنافس بينهما حتى عام 1951. أطلقت كلتا الصحيفتين طبعة أسبوعية في عام 1926. وكان عنوان طبعة جريدة السياسة الأسبوعي هو جريدة السياسة الأسبوعية والتي بدأت في شهر آذار من ذلك العام واستمرت حتى عام 1930. جريدة السياسة توقفت عن النشر في عام 1951.